# Изгрев (Варненская область)
Изгрев (болг. Изгрев) — село в Болгарии. Находится в Варненской области, входит в общину Суворово. Население составляет 188 человек.

## Политическая ситуация
Изгрев подчиняется непосредственно общине и не имеет своего кмета.
Кмет (мэр) общины Суворово — Павлин Михайлов Параскевов (независимый) по результатам выборов.